# Enrique Giménez Gran
Enrique Giménez Gran (1875-1942) fue un notario, abogado, periodista y político español.

## Reseña biográfica
Fue periodista redactor del Heraldo de Aragón, El Noticiero y el Diario de Avisos.
Fue abogado y notario.
Decano del Colegio de Notarios de Zaragoza.
Consejero de La Caridad.
Diputado Provincial de Zaragoza en representación del distrito San Pablo-Cariñena.
Del 15 de abril de 1940 al 17 de agosto de 1942 fue Presidente de la Diputación Provincial de Zaragoza.
Se despidió de los diputados en sesión de 17 de agosto de 1942 por haber sido nombrado Notario de
Madrid. En la siguiente sesión de fecha 7 de septiembre se guardaron unos momentos de silencio por el fallecimiento de Enrique Giménez Gran.
| Predecesor: Lorenzo López Buera | Presidente de la Diputación Provincial de Zaragoza 15 de abril de 1940 - 17 de agosto de 1942 | Sucesor: Lorenzo López Buera |